# Frankrikes regionhuvudstäder
Frankrike har 26 regioner vars administrativa centrum finns i regionhuvudstaden.

## Lista över Frankrikes regionshuvudstäder efter region
- Alsace: Strasbourg
- Aquitaine: Bordeaux
- Auvergne: Clermont-Ferrand
- Basse-Normandie: Caen
- Bourgogne: Dijon
- Bretagne: Rennes
- Centre-Val de Loire: Orléans
- Champagne-Ardenne: Châlons-en-Champagne
- Korsika: Ajaccio
- Franche-Comté: Besançon
- Haute-Normandie: Rouen
- Île-de-France: Paris
- Languedoc-Roussillon: Montpellier
- Limousin: Limoges
- Lorraine: Metz
- Midi-Pyrénées: Toulouse
- Nord-Pas-de-Calais: Lille
- Pays de la Loire: Nantes
- Picardie: Amiens
- Poitou-Charentes: Poitiers
- Provence-Alpes-Côte d'Azur: Marseille
- Rhône-Alpes: Lyon

- Guadeloupe: Basse-Terre
- Franska Guyana: Cayenne
- Martinique: Fort-de-France
- Réunion: Saint-Denis